# Хейлґаван
Хейлґаван (перс. خيلگاوان) — село в Ірані, у дегестані Хушабар, в Центральному бахші, шагрестані Резваншагр остану Ґілян. За даними перепису 2006 року, його населення становило 27 осіб, що проживали у складі 8 сімей.

## Клімат
Середня річна температура становить 11,06°C, середня максимальна – 25,73°C, а середня мінімальна – -4,20°C. Середня річна кількість опадів – 439 мм.
| Клімат поселення                              | Клімат поселення | Клімат поселення | Клімат поселення | Клімат поселення | Клімат поселення | Клімат поселення | Клімат поселення | Клімат поселення | Клімат поселення | Клімат поселення | Клімат поселення | Клімат поселення | Клімат поселення |
| Показник                                      | Січ.             | Лют.             | Бер.             | Квіт.            | Трав.            | Черв.            | Лип.             | Серп.            | Вер.             | Жовт.            | Лист.            | Груд.            |                  |
| Середній максимум, °C                         | 7,64             | 7,23             | 9,14             | 14,37            | 19,51            | 23,97            | 25,73            | 25,43            | 21,15            | 18,38            | 11,82            | 8,21             |                  |
| Середня температура, °C                       | 1,92             | 1,52             | 3,43             | 8,65             | 13,80            | 18,26            | 21,47            | 21,16            | 16,90            | 14,12            | 7,56             | 3,95             |                  |
| Середній мінімум, °C                          | −3,79            | −4,2             | −2,28            | 2,94             | 8,09             | 12,55            | 17,21            | 16,90            | 12,64            | 9,86             | 3,32             | −0,31            |                  |
| Норма опадів, мм                              | 35               | 34               | 53               | 57               | 43               | 19               | 13               | 15               | 32               | 50               | 41               | 47               |                  |
| Середньомісячна швидкість вітру, м/с          | 2.10             | 2.48             | 2.53             | 2.64             | 2.20             | 2.02             | 2.35             | 2.16             | 1.80             | 2.02             | 2.06             | 1.92             |                  |
| Середньомісячна сонячна радіація, кДж/м²·день | 7265             | 9739             | 12039            | 16118            | 19808            | 22645            | 23372            | 19942            | 16627            | 11716            | 8846             | 6883             |                  |
| --------------------------------------------- | ---------------- | ---------------- | ---------------- | ---------------- | ---------------- | ---------------- | ---------------- | ---------------- | ---------------- | ---------------- | ---------------- | ---------------- | ---------------- |
| Джерело:                                      |                  |                  |                  |                  |                  |                  |                  |                  |                  |                  |                  |                  |                  |